# Lounis Khendriche
Lounis Khendriche (en arabe : لونيس خندريش), né le 3 décembre 1997, est un nageur algérien.

## Carrière
Aux Championnats d'Afrique de natation 2016 à Bloemfontein, Lounis Khendriche est médaillé de bronze du 400 mètres nage libre, du 200 mètres papillon et du relais 4 x 100 mètres nage libre mixte.
Il obtient la médaille de bronze du relais 4 x 100 mètres quatre nages aux Championnats d'Afrique de natation 2018 à Alger.
Aux Jeux africains de 2019 à Casablanca, il est médaillé d'argent du 200 mètres papillon et médaillé de bronze du relais 4 x 200 mètres nage libre.